# Guy Lafleur
Guy Damien Lafleur (Thurso, 20 settembre 1951 – Kirkland, 22 aprile 2022) è stato un hockeista su ghiaccio canadese che giocava nel ruolo di ala, noto per la sua lunga militanza per i Montreal Canadiens, con cui ha vinto 5 Stanley Cup.

## Biografia
Lafleur è morto il 22 aprile 2022 a causa di un tumore polmonare che lo affliggeva da tempo.

## Palmarès

### Club
- Stanley Cup: 5

 Montreal Canadiens: 1973, 1976, 1977, 1978, 1979
- Quebec Major Junior Hockey League: 2

 Québec Remparts: 1969-1970, 1970-1971
- Memorial Cup: 1

 Québec Remparts: 1971

### Nazionale
- Canada Cup: 1

 Canada: 1977

### Individuale
- Hockey Hall of Fame: 1

1988
- Art Ross Trophy: 3

1975-1976, 1976-1977, 1977-1978
- Conn Smythe Trophy: 1

1977
- Hart Memorial Trophy: 2

1976-1977, 1977-1978
- Lester B. Pearson Award: 3

1975-1976, 1976-1977, 1977-1978
- NHL First All-Star Team: 6

1974-1975, 1975-1976, 1976-1977, 1977-1978, 1978-1979, 1989-1980
- NHL All-Star Game: 6

1975, 1976, 1977, 1978, 1980, 1991